# Hadley–Apennine
Hadley–Apennine est une région située sur la face visible de la Lune. Elle a servi de site d'exploration pour la mission américaine Apollo 15 — le quatrième alunissage habité — en juillet 1971.
Le site est situé à l'est de la mer des Pluies, dans une plaine appelée marais de la Putréfaction. La région est bordée par les monts Apennins et Hadley Rille, une chaîne de montagnes à l'est et une crevasse lunaire à l'ouest, respectivement.

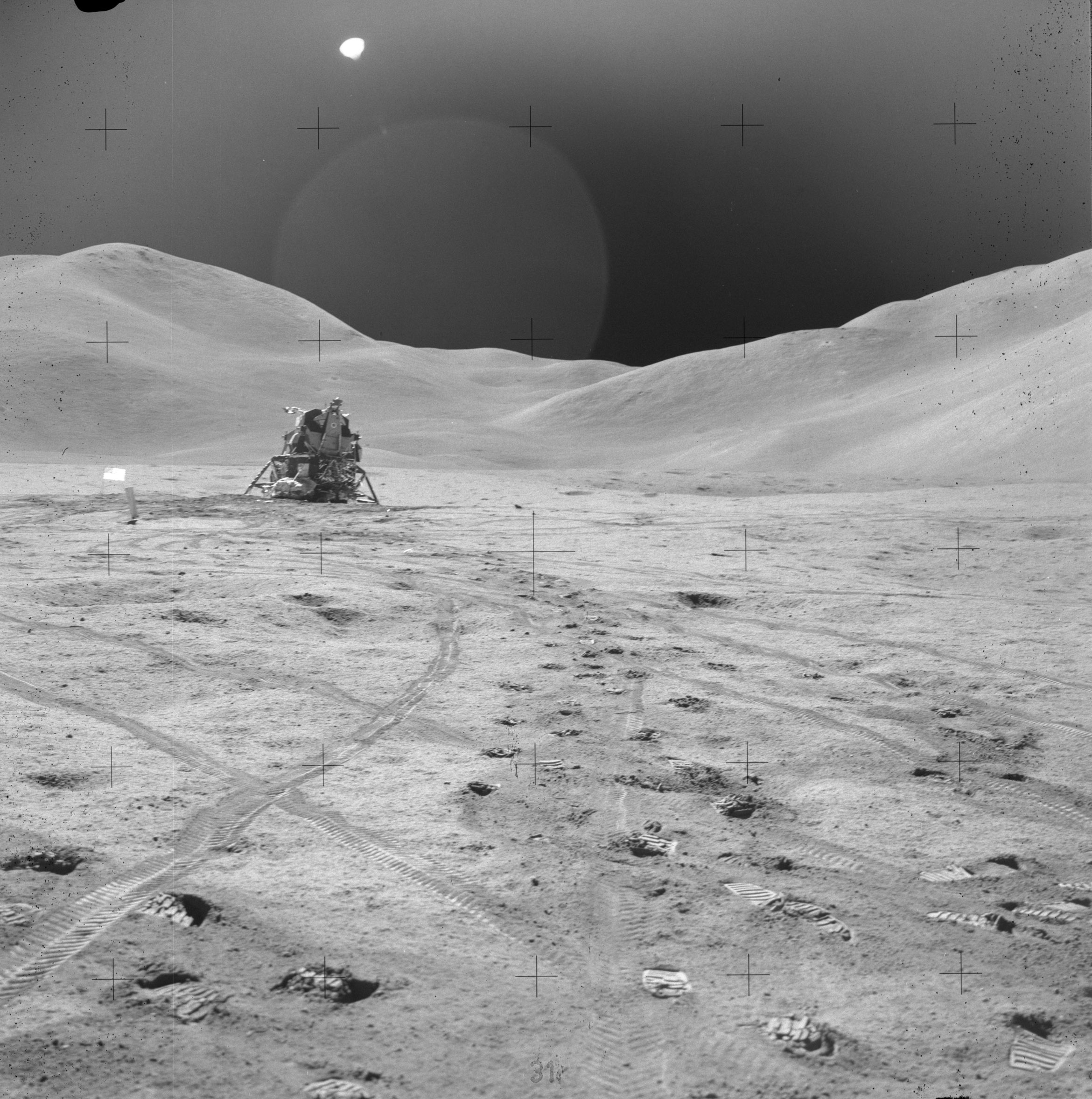
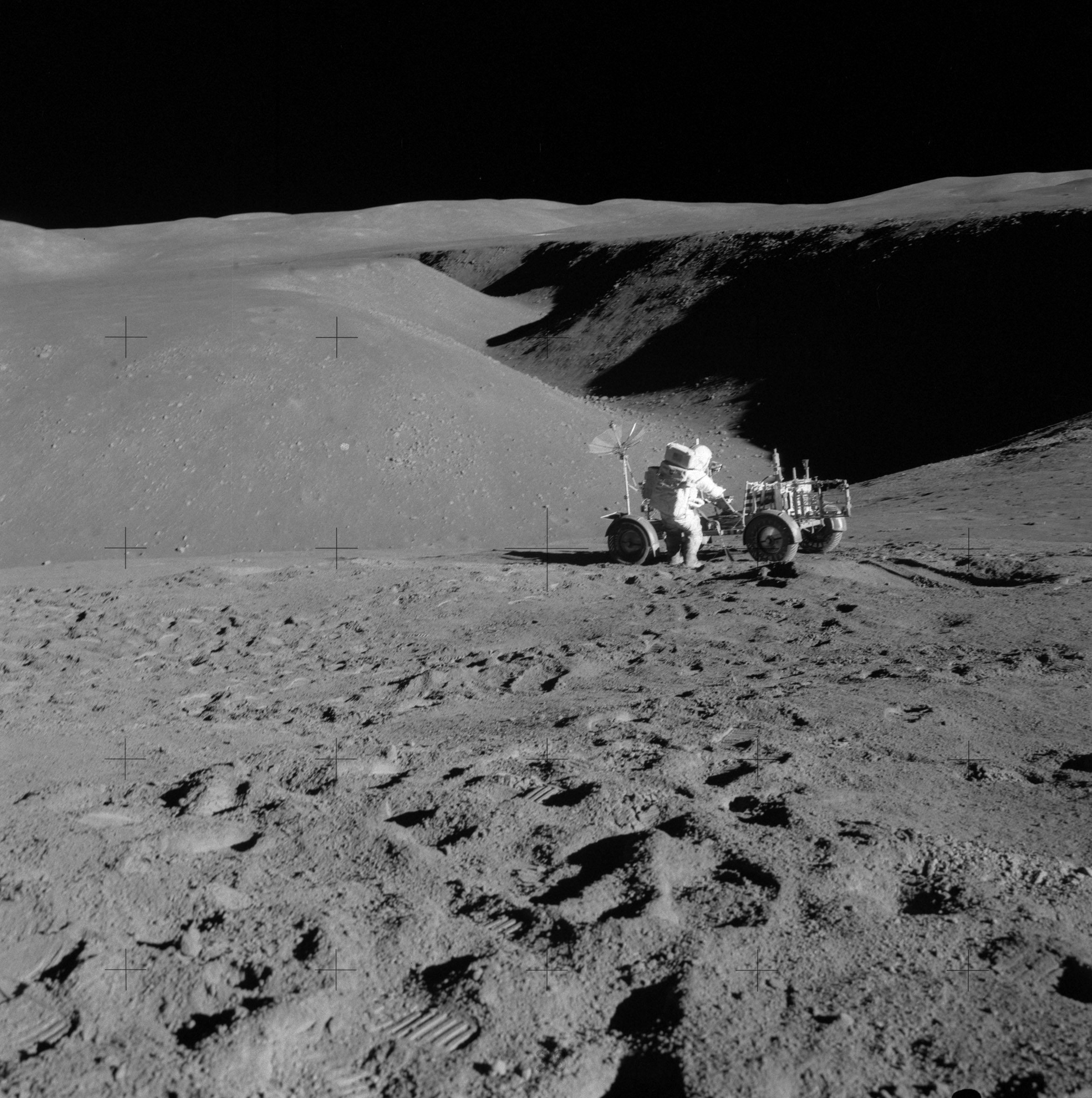